# Liste der Kulturdenkmäler in Rüsselsheim am Main
Die folgende Liste enthält die in der Denkmaltopographie ausgewiesenen Kulturdenkmäler auf dem Gebiet  der  Stadt Rüsselsheim am Main, Landkreis Groß-Gerau, Hessen.
Hinweis: Die Reihenfolge der Denkmäler in dieser Liste orientiert sich zunächst an Stadtteilen und anschließend der Anschrift, alternativ ist sie auch nach der Bezeichnung oder der Bauzeit sortierbar.
Kulturdenkmäler werden fortlaufend im Denkmalverzeichnis des Landes Hessen durch das Landesamt für Denkmalpflege Hessen auf Basis des Hessischen Denkmalschutzgesetzes (HDSchG) geführt. Die Schutzwürdigkeit eines Kulturdenkmals hängt nicht von der Eintragung in das Denkmalverzeichnis des Landes Hessen oder der Veröffentlichung in der Denkmaltopographie ab.

Da bisher keine Denkmaltopographie erschienen ist, ist diese Liste eine sehr unvollständige Liste von Objekten, deren Denkmaleigenschaft zufällig publik wurde.

## Rüsselsheim
| Bild                                    | Bezeichnung              | Lage                                                  | Beschreibung | Bauzeit   | Daten |
| --------------------------------------- | ------------------------ | ----------------------------------------------------- | ------------ | --------- | ----- |
| weitere Bilder                          | Stadttheater Rüsselsheim | Rüsselsheim am Main, Am Treff 1 Lage                  | [ 1 ]        | 1969      |       |
| weitere Bilder                          | Festung                  | Rüsselsheim am Main, Hauptmann-Scheuermann-Weg 4 Lage |              |           |       |
| weitere Bilder                          | Evangelische Stadtkirche | Rüsselsheim am Main Lage                              | [ 2 ]        | 1790/91   |       |
| Direkt Bild zu diesem Denkmal hochladen | Haus der Senioren        | Rüsselsheim am Main                                   | [ 2 ]        | 1790/91   |       |
| Verna-Park                              | Verna-Park               | Rüsselsheim am Main Lage                              | [ 2 ]        | 1855–1865 |       |
| Direkt Bild zu diesem Denkmal hochladen | Gefallenenehrenmal       | Rüsselsheim am Main                                   | [ 2 ]        | 1930      |       |
| weitere Bilder                          | Adam-Opel-Denkmal        | Rüsselsheim am Main Lage                              | [ 3 ]        | 1937      |       |

## Bauschheim
| Bild                | Bezeichnung         | Lage                            | Beschreibung | Bauzeit | Daten |
| ------------------- | ------------------- | ------------------------------- | ------------ | ------- | ----- |
| Fachwerkhaus        | Fachwerkhaus        | Bauschheim, Backesgasse 17 Lage | [ 2 ]        | 1718    |       |
| evangelische Kirche | evangelische Kirche | Bauschheim Lage                 | [ 2 ]        | 1712    |       |